# Catocala murina
Catocala murina là một loài bướm đêm trong họ Erebidae.